# Feira
Feira ist ein Ort und eine ehemalige Gemeinde (Freguesia) im portugiesischen Kreis Santa Maria da Feira. Die Gemeinde hatte 12.496 Einwohner (Stand 30. Juni 2011).
Am 29. September 2013 wurden die Gemeinden Feira, Travanca, Sanfins und Espargo zur neuen Gemeinde União das Freguesias de Santa Maria da Feira, Travanca, Sanfins e Espargo zusammengeschlossen. Feira ist Sitz dieser neu gebildeten Gemeinde.